# California (Missouri)
California – miasto w Stanach Zjednoczonych, w stanie Missouri, w hrabstwie Moniteau.